# الصبي الذي سخر الرياح (فلم)
الصبي الذي سخر الرياح (بالإنجليزية: The Boy Who Harnessed the Wind)، هُو فيلم دراما بريطاني صدر سنة 2019، وقد أخرجه وكتب نصه وأدى دور البطولة فيه المُمثل والمُخرج البريطاني من أصول نيجيرية شيواتال إيجيوفور، في أول عمل إخراجي له. بُني سيناريو الفيلم على مُذكرة تحمل نفس الاسم لمُؤلفيها ويليام كامكوامبا وبرايان ميلر. عُرض الفيلم لأول مرة في نُسخة سنة 2019 من مهرجان صاندانس السينمائي، ثُم بدأ بثه بشكل عالمي في 1 مارس 2019 على منصة نتفليكس. اختير الفيلم ليكون الترشيح الرسمي للمملكة المتحدة للتنافس على نيل جائزة أفضل فيلم دولي طويل في حفل توزيع جوائز الأوسكار الثاني والتسعين، لكنه لم يُختر ضمن القائمة النهائية للجائزة.